# Takumi Hashimoto
Takumi Hashimoto (橋本 巧 Hashimoto Takumi?, nacido el 5 de enero de 1989 en Sendai, Miyagi) es un exfutbolista japonés. Jugaba de defensa y su único club fue el Fujieda MYFC de Japón.

## Trayectoria

### Clubes
| Club         | País  | Año         |
| ------------ | ----- | ----------- |
| Fujieda MYFC | Japón | 2011 - 2016 |

## Estadística de carrera

### J. League
| Club         | Año   | J. League | J. League | Copa J. League | Copa J. League | Total | Total |
| Club         | Año   | Part.     | Goles     | Part.          | Goles          | Part. | Goles |
| ------------ | ----- | --------- | --------- | -------------- | -------------- | ----- | ----- |
| Fujieda MYFC | 2014  | 26        | 0         | -              | -              | 26    | 0     |
| Fujieda MYFC | 2015  | 26        | 1         | -              | -              | 26    | 1     |
| Fujieda MYFC | 2016  | 6         | 0         | -              | -              | 6     | 0     |
| Total        | Total | 58        | 1         | 0              | 0              | 58    | 1     |